# Concours musical international Reine Élisabeth de Belgique 2019
Le Concours musical international Reine Élisabeth de Belgique, session 2019, est consacré au violon.
Il se déroule du 29 avril au 25 mai dans le bâtiment Flagey et au Palais des beaux-arts de Bruxelles.

## Jury
- Président du jury : Gilles Ledure
- Les membres du jury sont : Pierre Amoyal, Martin Beaver, Corina Belcea, Patrice Fontanarosa, Pamela Frank, Lorenzo Gatto, Koichiro Harada, Yossif Ivanov, Dong-Suk Kang, Victor Kissine, Jaime Laredo, Shirly Laub, Mihaela Martin, Midori Gotō, Natalia Prischepen, Vadim Repin et Arabella Steinbacher ; tous les membres du jury n'ont pas assisté à chacune des trois manches.

## Présélection vidéo (21 janvier -1erfévrier 2019)
Sept membres du jury ont visionné et écouté les vidéos soumises par 172 candidats, dont 71 ont été admis au premier tour. 

## Premier tour (29 avril au 4 mai)
Au premier tour (au bâtiment Flagey), 64 candidats se sont présentés : 19 hommes et 45 femmes de 19 nationalités différentes. Les candidats ont presté pendant environ vingt minutes en jouant un air choisi par le jury parmi cette sélection : 
- les sonates en sol mineur, en la mineur ou en ut majeur pour violon seul de JS Bach
- la sonate n ° 8 en sol majeur op. 30/3 de Beethoven
- trois capriccios de Paganini

## Demi-finale (6 - 11 mai)
Après le premier tour, le jury a sélectionné 24 candidats pour la demi-finale. 
En demi-finale, également à Flagey, les violonistes ont joué les œuvres suivantes : 
- avec orchestre (Orchestre royal de chambre de Wallonie dirigé par Jean-Jacques Kantorow) : un des concerti de Mozart : KV207 (no 1 en si bémol), KV218 (no 4 en ré) ou KV219 (no 5 en A)
- un récital avec accompagnement de piano
- l'œuvre obligatoire Scherzo - Bagatelle de Bram Van Camp, écrite spécialement pour cette édition et créée le 6 mai 2019 à l'occasion d'une performance de Júlia Pusker ;
- les 3e et 4e mouvements de la sonate en sol op. 27/1 pour violon solo d'Eugène Ysaÿe ;
- travail au choix.

## Finale (20-25 mai)
Au Palais des beaux-arts de Bruxelles, les finalistes ont joué un concerto pour violon de leur choix et l'œuvre obligatoire Fidl Op.99 pour violon et orchestre écrite spécialement pour cette édition par le compositeur Kimmo Hakola. Ils sont accompagnés par l'Orchestre national de Belgique sous la direction de Hugh Wolff. 
Le président du jury a annoncé les finalistes le samedi 11 mai. 

### Lauréats
Les lauréats sont
- Premier prix, Grand Prix international Reine Élisabeth - prix de la Reine Mathilde : Stella Chen  : Tchaïkovski Ré Majeur op.35
- Deuxième prix, prix du Gouvernement fédéral belge : Timothy Chooi  : Tchaïkovski Ré Majeur op.35
- Troisième prix, prix comte de Launoit : Stephen Kim  : Brahms Ré Majeur op.77
- Quatrième prix, prix de la Communauté Wallonie-Bruxelles : Shannon Lee  : Tchaïkovski Ré Majeur op.35
- Cinquième prix, prix de la Région de Bruxelles-Capitale : Julia Pusker  : Beethoven Ré Majeur op.61
- Sixième prix, prix de la Ville de Bruxelles : Ioanna Cristina Goicea  : Chostakovitch N°1 La Mineur op.77

Selon le règlement du concours, aucun classement n'est établi entre les finalistes au-delà du sixième prix. Par ordre alphabétique :
- Luke Hsu  : Tchaïkovski Ré Majeur op.35
- Sylvia Huang  : Dvořák La Mineur op.53
- Seiji Okamoto  : Sibelius N°1 Ré Mineur op.47
- Eva Rabchevska  : Brahms Ré Majeur op.77
- Ji Won Song  : Sibelius N°1 Ré Mineur op.47
- Yukiko Uno  : Brahms Ré Majeur op.77

Le prix Musiq'3 du public est attribué à la Belge Sylvia Huang.